# Dujardinascaris cybii
Dujardinascaris cybii is een rondwormensoort uit de familie van de Heterocheilidae. De wetenschappelijke naam van de soort is voor het eerst geldig gepubliceerd in 1978 door Arya & Johnson.